# 155
155 (CLV) a fost un an obișnuit al calendarului iulian.

## Nașteri
- Cao Cao, general chinez (d. 220)

## Decese
- 23 februarie: Policarp de Smirna  (n. 69)